# Catarroja
Catarroja (en valencien et en castillan) est une commune de la province de Valence, dans la Communauté valencienne, en Espagne. Elle est située dans la comarque de l'Horta Sud et dans la zone à prédominance linguistique valencienne. Sa population s'élevait à 30 142 habitants en 2024.

## Géographie

Localisation de Catarroja
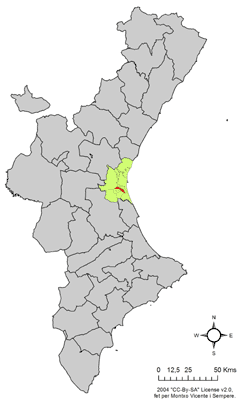
dans la Communauté valencienne.
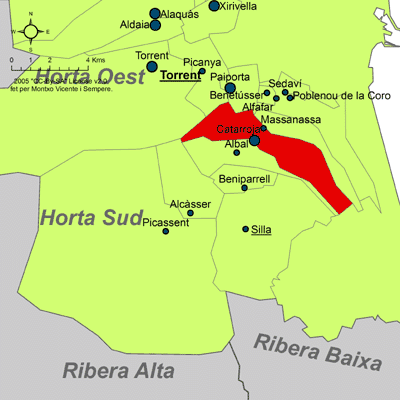
dans la comarque de l'Horta Sud.

Catarroja fait partie de la comarque historique de l'Horta de Valence.

### Localités limitrophes
Le territoire communal de Catarroja est voisin de celui des communes suivantes :
Torrent, Picanya, Benetússer, Alfafar, Massanassa, Albal et Valence.

## Histoire
Fin octobre 2024, Catarroja a été l'épicentre d'inondations catastrophiques qui ont détruit des routes, des ponts et des habitations, faisant 25 morts  dans la ville et 228 ainsi que des centaines de sinistrés dans la province de Valence.

## Démographie
| 1900  | 1910  | 1920  | 1930  | 1940   | 1950   | 1960   | 1970   | 1981   | 1991   | 2000   | 2005   |
| ----- | ----- | ----- | ----- | ------ | ------ | ------ | ------ | ------ | ------ | ------ | ------ |
| 7.043 | 7.977 | 8.308 | 9.056 | 10.437 | 11.204 | 11.680 | 15.703 | 20.195 | 20.157 | 20.616 | 23.895 |

## Administration
Liste des maires, depuis les premières élections démocratiques.
| Législature | Nom du Maire               | Parti politique |
| ----------- | -------------------------- | --------------- |
| 1979-1983   | Antonio Cubillos Royo      | PSPV-PSOE       |
| 1983-1987   | Antonio Cubillos Royo      | PSPV-PSOE       |
| 1987-1991   | Antonio Cubillos Royo      | PSPV-PSOE       |
| 1991-1995   | Antonio Cubillos Royo      | PSPV-PSOE       |
| 1995-1999   | Francisco Chirivella Peris | PP              |
| 1999-2003   | Francisco Chirivella Peris | PP              |
| 2003-2007   | Mª Ángeles López Sargues   | UV              |
| 2007-2010   | Francisco Chirivella Peris | PP              |
| 2010-2015   | Soledad Ramón Sánchez      | PP              |
| 2015-2019   | Jesús Monzó Cubillos       | Compromís       |
| 2019-2023   | Jesús Monzó Cubillos       | Compromís       |
| 2023-       | Lorena Silvent Ruiz        | PSPV-PSOE       |

### Sources
- (es) Cet article est partiellement ou en totalité issu de l’article de Wikipédia en espagnol intitulé « Catarroja » (voir la liste des auteurs).